# Den (pharaon)
Pour les articles homonymes, voir Den.
Den ou Oudimou est le nom d'Horus du cinquième souverain de la Ire dynastie (période thinite). Manéthon l'appelle « Ousaphaïdos », « Ousaphaïs » ou « Kenkenès » et lui compte vingt ans de règne mais la pierre de Palerme indique un règne beaucoup plus long. Le Canon royal de Turin l'appelle « Qenti » et la liste d'Abydos le nomme « Sepaty ». Il est attesté par de nombreuses sources archéologiques, il aurait eu un règne prospère et de nombreuses innovations lui sont attribuées. Il fut le premier à utiliser le titre de « Roi de Basse et Haute-Égypte », et le premier représenté comme portant la double couronne (rouge et blanc), nommée Pschent. Au cours de son long règne, il a établi plusieurs des modèles de rituels de cour et de royauté utilisés par les souverains ultérieurs et il a été tenu en haute estime par ses successeurs immédiats.

## Généalogie
Den semble être le fils de Merneith (ou Meret-Neith) comme l'attestent un sceau découvert à Abydos ainsi que la pierre de Palerme qui, bien que fragmentaire, conserve la fin du nom de la reine. La reine portant le titre khenty propre aux reines de la période, il est probable qu'elle soit l'une des épouses du prédécesseur de Den, le roi Ouadji, faisant ainsi de ce dernier le père de Den.
Plusieurs épouses du roi Den sont connues :
- Seshemetka, connue par une stèle découverte dans l'une des tombes subsidiaires autour de celle de Den ; elle portait les titres « Celle qui voit Horus » et « Sceptre d'Horus »[2],
- Semat, connue par une stèle découverte dans l'une des tombes subsidiaires autour de celle de Den ; elle portait le titre « Celle qui voit Horus »[2],
- Serethor, connue par une stèle découverte dans l'une des tombes subsidiaires autour de celle de Den[2],
- une reine dont le nom est perdu et connue par une stèle fragmentaire découverte dans l'une des tombes subsidiaires autour de celle de Den ; elle portait le titre « Celle qui voit Horus »[2],
- et peut-être une certaine Qaneith, connue par une stèle découverte dans l'une des tombes subsidiaires autour de celle de Den[3] ; elle portait des titres encore sujets à débats[4].

Son successeur, Adjib, est probablement son fils, mais aucun document contemporain ne vient confirmer une telle relation.
|  |  |  |  |  |  |  |  |  |  |  |  |  |  | Ouadji        | Ouadji        | Ouadji        | Ouadji        | Ouadji        | Ouadji        |  |  |       |     |     |     |     |     |  |  | Merneith   | Merneith   | Merneith   | Merneith   | Merneith   | Merneith   |  |  |       |       |       |       |       |       |  |  |          |          |          |          |          |          |  |  |         |         |         |         |         |         |  |  |  |  |
|  |  |  |  |  |  |  |  |  |  |  |  |  |  | Ouadji        | Ouadji        | Ouadji        | Ouadji        | Ouadji        | Ouadji        |  |  |       |     |     |     |     |     |  |  | Merneith   | Merneith   | Merneith   | Merneith   | Merneith   | Merneith   |  |  |       |       |       |       |       |       |  |  |          |          |          |          |          |          |  |  |         |         |         |         |         |         |  |  |  |  |
|  |  |  |  |  |  |  |  |  |  |  |  |  |  |               |               |               |               |               |               |  |  |       |     |     |     |     |     |  |  |            |            |            |            |            |            |  |  |       |       |       |       |       |       |  |  |          |          |          |          |          |          |  |  |         |         |         |         |         |         |  |  |  |  |
|  |  |  |  |  |  |  |  |  |  |  |  |  |  |               |               |               |               |               |               |  |  |       |     |     |     |     |     |  |  |            |            |            |            |            |            |  |  |       |       |       |       |       |       |  |  |          |          |          |          |          |          |  |  |         |         |         |         |         |         |  |  |  |  |
|  |  |  |  |  |  |  |  |  |  |  |  |  |  | Reine anonyme | Reine anonyme | Reine anonyme | Reine anonyme | Reine anonyme | Reine anonyme |  |  | Den   | Den | Den | Den | Den | Den |  |  | Seshemetka | Seshemetka | Seshemetka | Seshemetka | Seshemetka | Seshemetka |  |  | Semat | Semat | Semat | Semat | Semat | Semat |  |  | Serethor | Serethor | Serethor | Serethor | Serethor | Serethor |  |  | Qaneith | Qaneith | Qaneith | Qaneith | Qaneith | Qaneith |  |  |  |  |
|  |  |  |  |  |  |  |  |  |  |  |  |  |  | Reine anonyme | Reine anonyme | Reine anonyme | Reine anonyme | Reine anonyme | Reine anonyme |  |  | Den   | Den | Den | Den | Den | Den |  |  | Seshemetka | Seshemetka | Seshemetka | Seshemetka | Seshemetka | Seshemetka |  |  | Semat | Semat | Semat | Semat | Semat | Semat |  |  | Serethor | Serethor | Serethor | Serethor | Serethor | Serethor |  |  | Qaneith | Qaneith | Qaneith | Qaneith | Qaneith | Qaneith |  |  |  |  |
|  |  |  |  |  |  |  |  |  |  |  |  |  |  |               |               |               |               |               |               |  |  |       |     |     |     |     |     |  |  |            |            |            |            |            |            |  |  |       |       |       |       |       |       |  |  |          |          |          |          |          |          |  |  |         |         |         |         |         |         |  |  |  |  |
|  |  |  |  |  |  |  |  |  |  |  |  |  |  |               |               |               |               |               |               |  |  | Âdjib |     |     |     |     |     |  |  |            |            |            |            |            |            |  |  |       |       |       |       |       |       |  |  |          |          |          |          |          |          |  |  |         |         |         |         |         |         |  |  |  |  |

## Attestations

### Attestations contemporaines
Den est attesté par plusieurs documents :
- provenant d'Abydos :
  - la tombe T du roi dans laquelle ont été trouvés plusieurs documents, dont des scellements de jarres, des étiquettes et des fragments de vaisselle en pierre dont un certain nombre sont inscrits avec le serekh du roi ou le nom Khasty précédé du titre Nesout-bity (pour trois récipients, le nom de Den est accompagné de celui de son successeur Âdjib) ; y ont été découverts également les deux fameux sceaux sur lesquels sont inscrits les noms des rois de Narmer à Den pour l'un et de Narmer à Ouadji pour l'autre et incluant tous les deux l'inscription « mère du roi Merneith »[6],[7],[8],[9] ; un fragment inscrit avec le serekh de Den et le nom 	Iâret-Nebou, ce qui ferait de cet objet la plus ancienne attestation d'un nom d'or (ancêtre du nom d'Horus d'or)[10],
  - une étiquette du roi a été découverte dans la tombe Z de son prédécesseur Ouadji[11],
  - une étiquette du roi a été découverte dans la tombe Y de sa mère et régente Merneith[12],
  - une étiquette du roi a été découverte dans l'une des tombes subsidiaires de la tombe O de son deuxième prédécesseur Djer[13],
  - une fragment de récipient en cristal provenant aussi du cimetière d'Ouum el-Qa'ab, avec le nom Khasty de Den et à l'origine le nom Merpebia-Nebouy d'Âdjib, avant que Sémerkhet ne l'usurpe en y inscrivant son nom Iry-Nebty par dessus celui d'Âdjib[14],
  - le fameux sceau mentionnant les huit rois de la Ire dynastie, de Narmer à Qâ, découvert dans la tombe Q de Qâ[15],
- provenant de la nécropole memphite :
  - quatre récipients en pierre (nos  19-21 avec  Adjib, Sémerkhet et Qâ, no 22 seul) découverts dans les galeries orientales sous la pyramide de Djéser[16],
  - un récipient en calcite[17] et deux étiquettes[18] du mastaba S3035 d'Hemaka à Saqqarah,
  - une étiquette du mastaba SX de Neska à Saqqarah[19],
  - une étiquette du mastaba S3507 à Saqqarah[20],
  - quatre étiquettes dans la tombe no 59 d'Ipka à Saqqarah-Ouest, au nord-ouest du Sérapéum[21],
- deux récipients, respectivement en calcaire et calcite, de provenance inconnue[22], ainsi qu'un troisième en diorite où le nom de Den (Nesout-bity Khasty) est suivi des noms de ses deux successeurs Âdjib (Nesout-bity Merpebia-Nebouy) et Sémerkhet (Nesout-bity Iry-Nebty)[23], ainsi qu'une quatrième récipient, où les trois rois précédents sont accompagnés du nom du successeur de Sémerkhet, Qâ (Nesout-bity Qaâ-Nebty)[24],
- deux ou trois inscriptions rupestres du roi dans le Sud-Sinaï, plus précisément au Ouadi el-Humur, re présentant le roi frappant l'ennemi asiatique et accompagné de fonctionnaires et d'une divinité qui pourrait être Ach[25],[26].

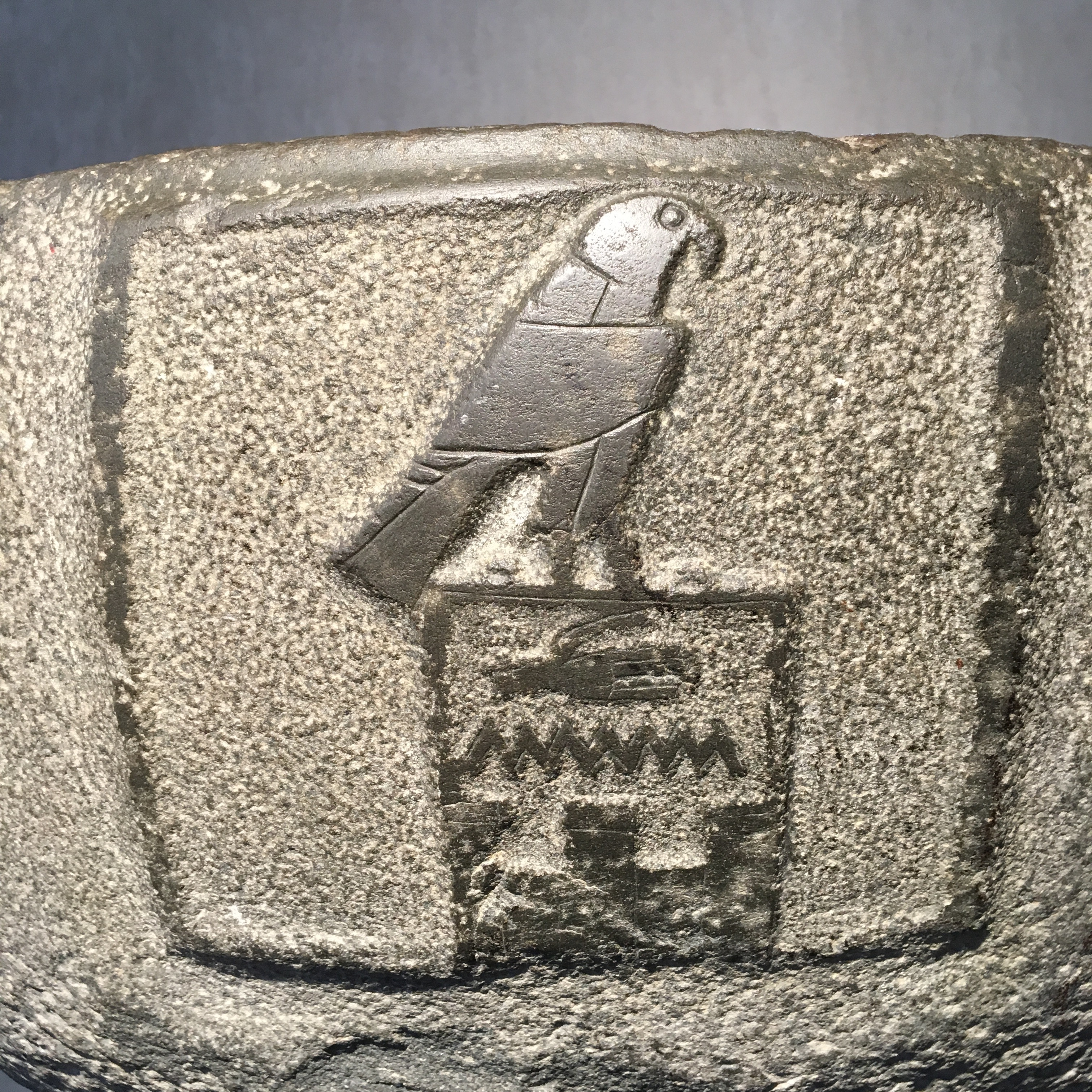
Serekh de Den gravé sur un vasque découvert dans sa tombe - Musée royal de Mariemont, Morlanwelz.
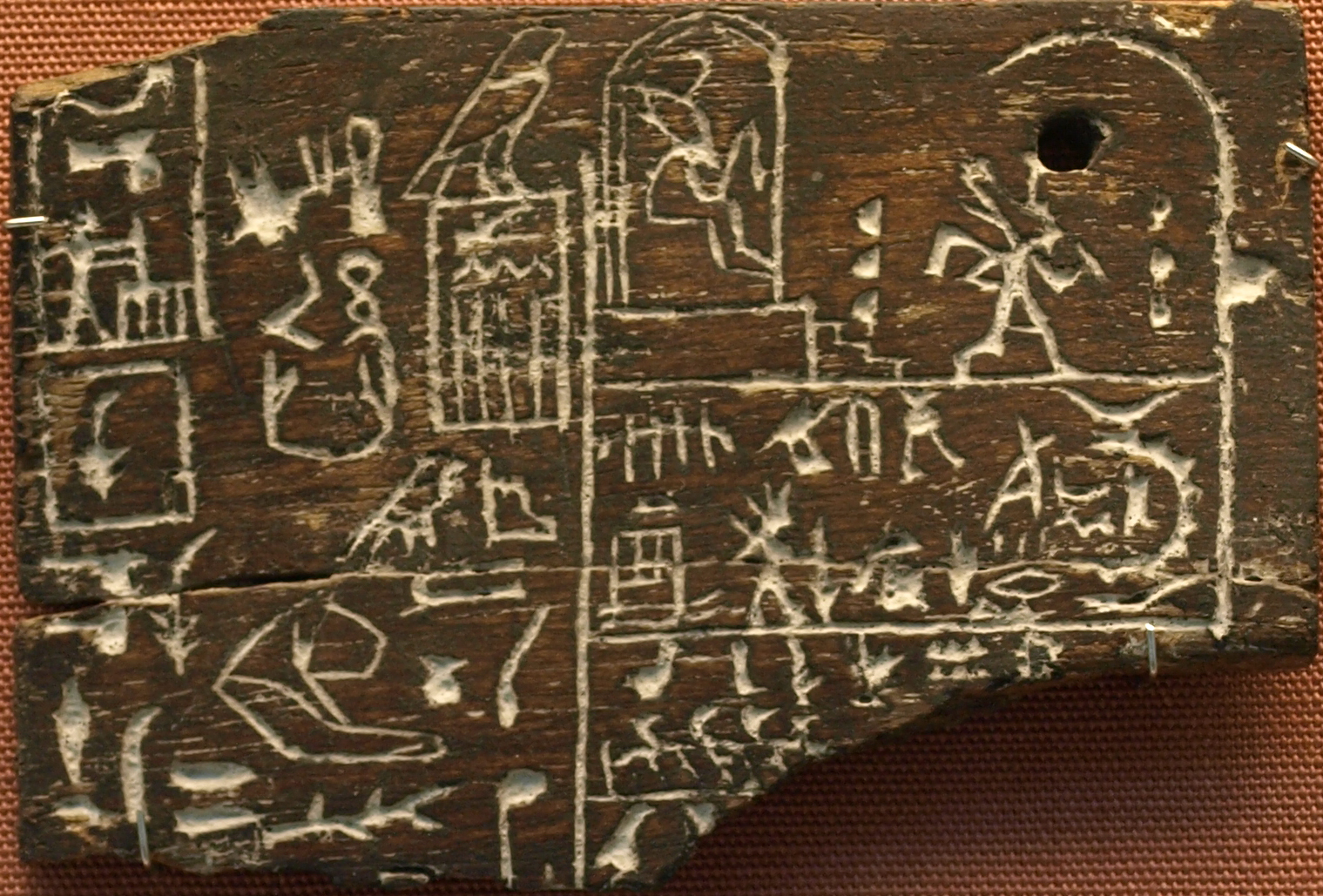
Étiquette d'ébène  de Den découverte dans sa tombe et mentionnant sa fête-Sed - British Museum, Londres (EA 32650).
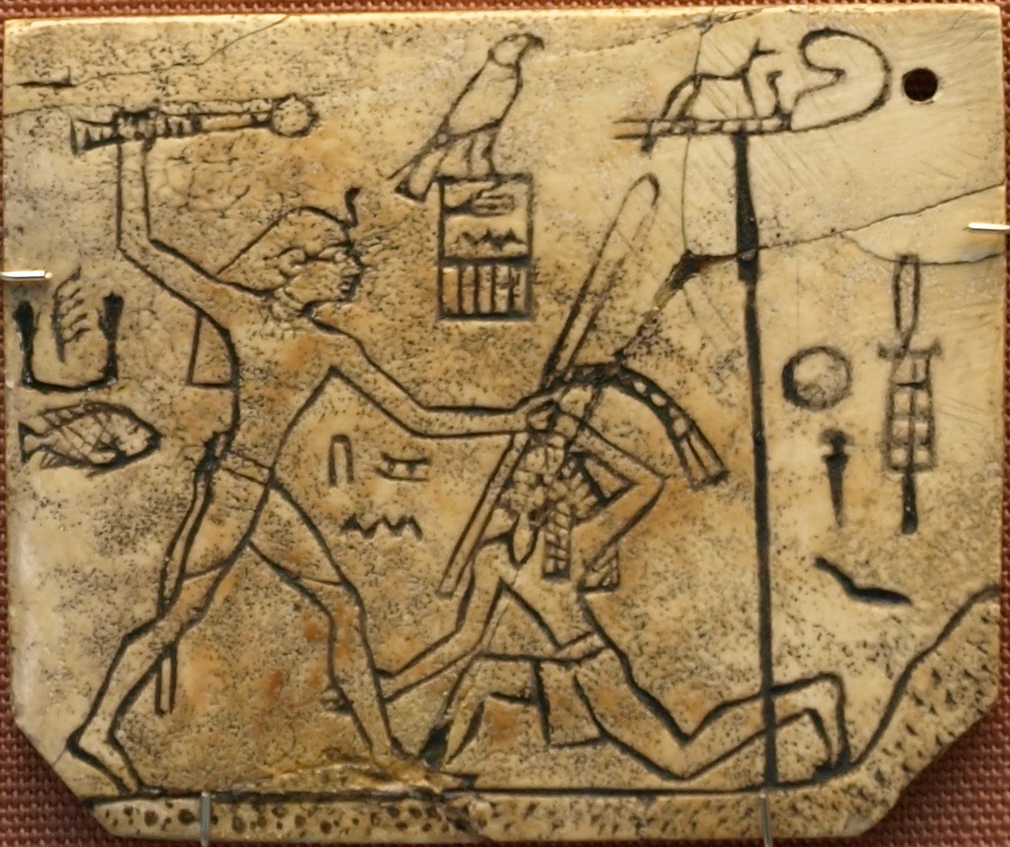
Étiquette d'ivoire de Den coiffé de la couronne-khat découverte dans sa tombe et mentionnant l'opération militaire sur un peuple asiatique - British Museum, Londres (EA 55586).
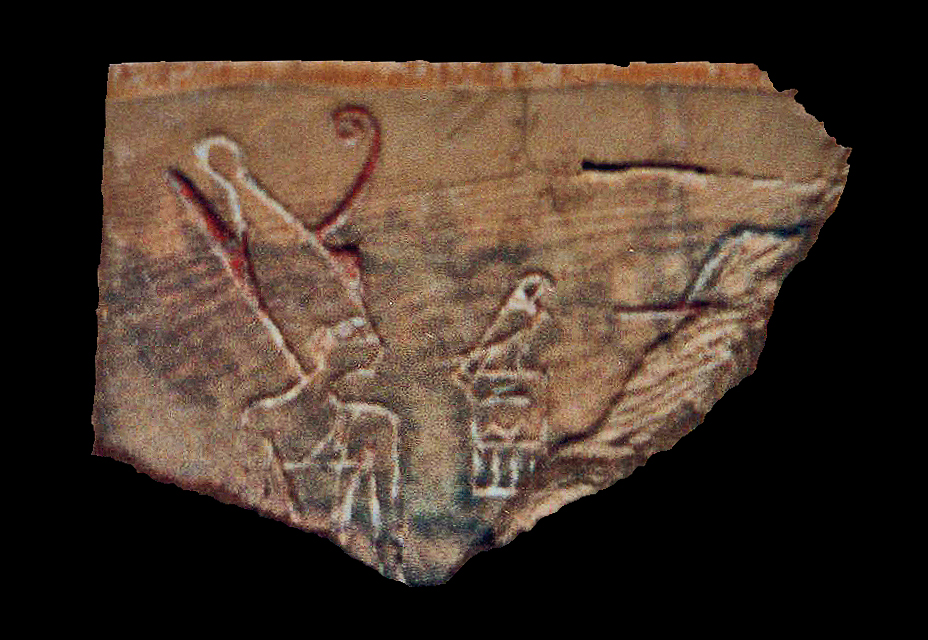
Étiquette d'ivoire  de Den découverte dans sa tombe et représentant le roi avec la double-couronne-pschent.
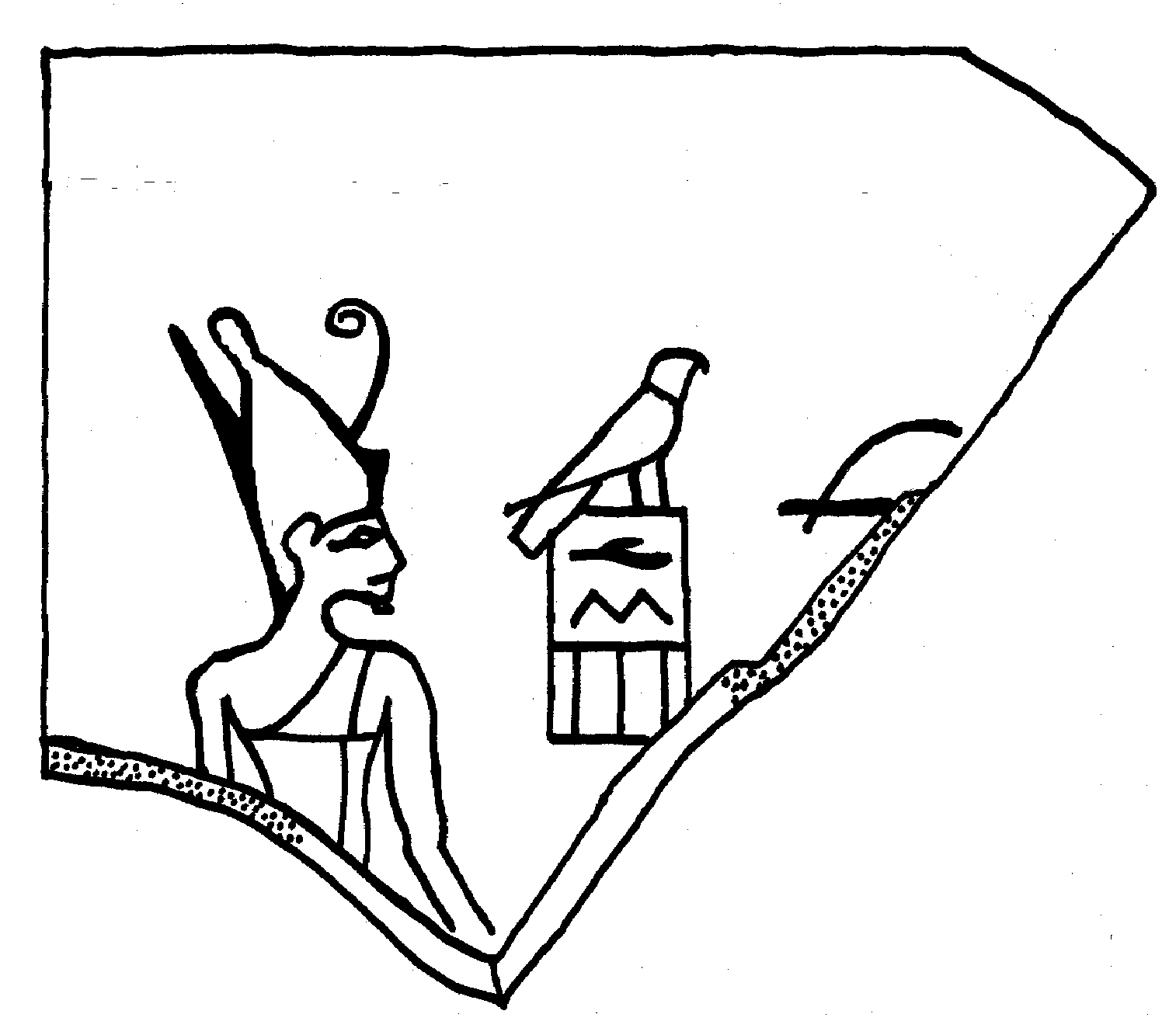
Dessin associée à l'étiquette.
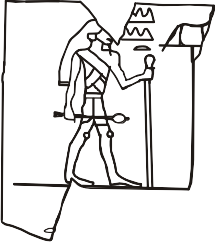
Dessin d'une étiquette de Den découverte dans sa tombe et sur laquelle est inscrit son nom Khasty.
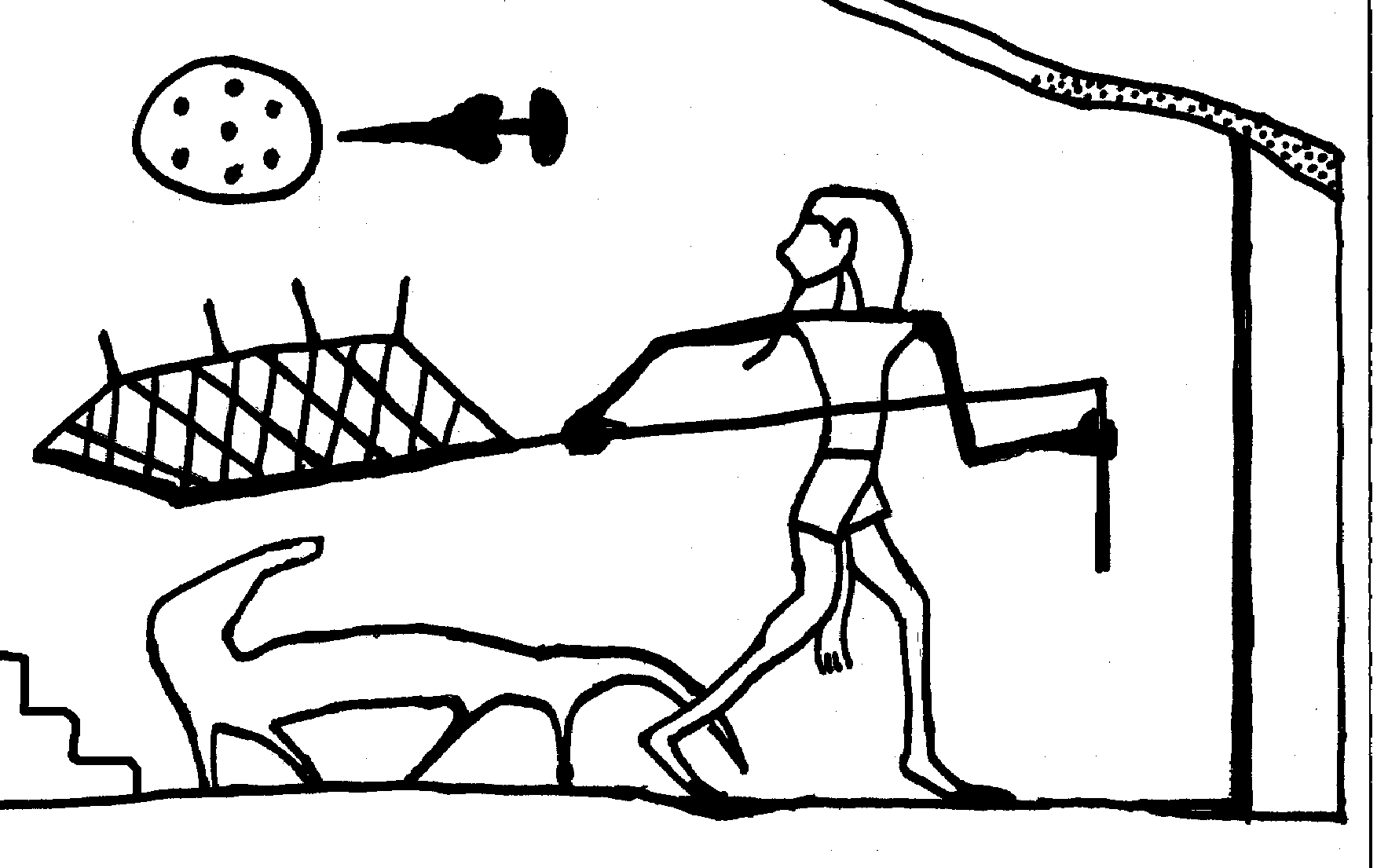
Dessin d'une étiquette d'ivoire de Den découverte dans sa tombe.
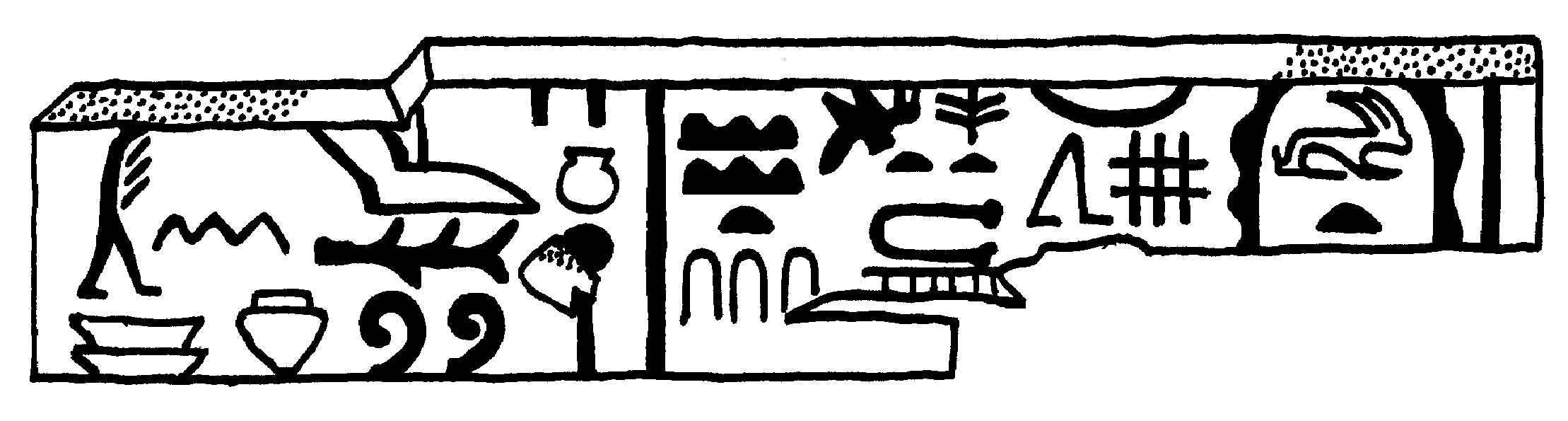
Dessin d'une étiquette d'ivoire de Den découverte dans sa tombe.
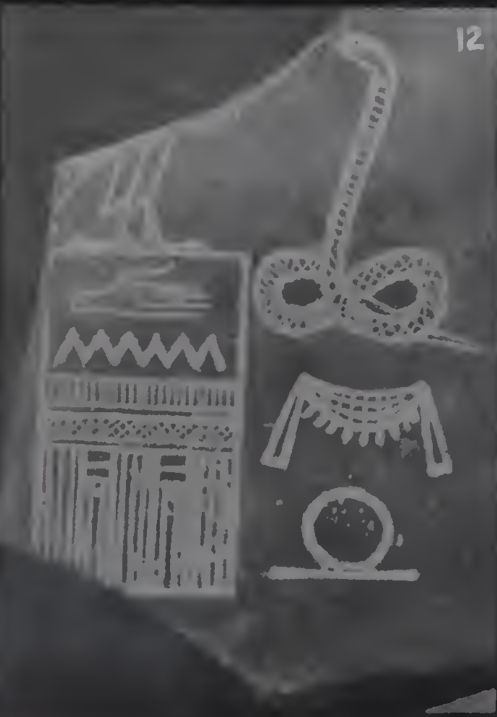
Étiquette d'ivoire de Den découverte dans sa tombe et inscrite au nom d'Horus (gauche) et au nom d'or (droite) du roi.

### Attestations ultérieures
Le roi est attesté sur les annales de la pierre de Palerme datant de la Ve dynastie ; en effet, son serekh et cinq « cases-années » sont inscrits sur le fragment V du Caire, permettant de conclure que cette partie correspond à la fin de la première moitié du règne (en admettant que la titulature du roi était inscrite au milieu de la zone qui lui est dédiée), tandis que, sur le troisième registre du recto du fragment de Palerme, la fin du nom de sa mère, qui concluait la titulature du roi, ainsi que près de quatorze « cases-années » sont encore visibles :
- fragment V du Caire[29] :
  - « [Création (d'une image) de ?] Hedj-Our » ([mst ?] Ḥḏ-wr ...),
  - « Frapper les gens de Setjet ; cinq coudées » (sqr Sṯt ; mḥ 5),
  - « Création d'un fétiche-imiout (dans ?) le sanctuaire-sénout ; 1(+x) coudées » (mst jmj-wt snwt ; mḥ 1(+x)),
  - « Frapper le peuple Ioutiou ; six coudées une paume deux doigts » (sqr Jwtj(w) ; mḥ 6 šsp 1 ḏb.wyˁ),
  - « Plannification (?) (du bâtiment) Semer-Netjerou (« Compagnon des dieux ») ; fête de Sokar (?) ; ... coudées ... » (ḥȝ smr-nṯr.w ; ḥb-Skr (?) ; mḥ ...),
- fragment de Palerme[28] :
  - « Visite du temple à Héka (?) et Saou (?) ; trois coudées une paume deux doigts » (ˁḥˁ ḥw.t-nṯr Ḥkȝ (?) Sȝw (?) ; mḥ 3 šsp 1 ḏbˁ.wy),
  - « Frapper le peuple Iountiou, quatre coudées un empan » (sqr Jwntjw ; mḥ 4 šȝ),
  - « Apparition du roi de Basse et Haute-Égypte ; fête-Sed ; huit coudées trois doigts » (ḫˁ(t)-nsw.t-bjty ; ḥb-sd ; mḥ 8 ḏbˁ.w),
  - « Planification (?) des exploitations agricoles (?) du nord-ouest (Delta occidental) et de tous les habitants de l'est (Delta oriental) » (ḥȝ šw jmnt mḥt(j) rḫjt nbt jȝbt ; mḥ 3 šȝ),
  - « Deuxième célébration de la fête-Djet ; cinq coudées deux paumes » (zp 2 ḥb-ḏt ; mḥ 5 šsp 2),
  - « Planification (du bâtiment) Trônes des dieux ; fête de Sokar (?) ; cinq coudées une paume deux doigts » (ḥȝ swt-nṯr.w ; ḥb-Skr (?) ; mḥ 5 šsp 1 ḏbˁ.wy),
  - « « Étirement des cordes » (une cérémonie pour une fondation) à la grande porte (du bâtiment) Trônes des dieux (par) le prêtre de Seshat ; quatre coudées deux paumes (?) » (ḥm[-nṯr] Sšȝt pḏ-šs ˁȝ-wr swt-nṯr.w ; mḥ 4 šsp 2 (?)),
  - « Inauguration du lac (sacré) au (bâtiment) Trônes des dieux ; harponnage (royal) de l'hippopotame ; deux coudées » (wpt-š swt-nṯr.w ; stt ḫ(ȝ)b ; mḥ 2),
  - « Arrêt à Nen-nésout (Héracléopolis Magna) et au lac du temple Héryshef ; cinq coudées » (ˁḥˁ Nn(w)-nsw.t š ḥw.t-nṯr Ḥry-š.f ; mḥ 5),
  - « Voyage en voilier (vers les villes de) Sah(?)-nésout et Ourka ; quatre coudées et un empan » (ḫdj (?) [r] Sˁḥ(?)-nsw.t Wr-kȝ ; mḥ 4 šȝ),
  - « Création (d'une statue) de Sed ; six coudées une paume deux doigts » (mst Sd ; mḥ 6 šsp 1 ḏbˁ.wy),
  - « Apparition du roi en tant que bity ; première course du taureau Apis ; deux coudées et un empan » (ḫˁ(t)-bity ; zp tpj pḥrr Ḥpw ; mḥ 2 šȝ),
  - « Création (de statues) de Seshat et Mafdet ; trois coudées cinq paumes deux doigts » (mst Sšȝt Mȝfdt ; mḥ 3 šsp 5 ḏbˁ.wy),
  - « Apparition du roi en tant que nésout ; création (d'une image) de ... » (ḫˁ(t)-nsw.t ; mst ...).

Le roi est également présent sur les listes royales ramessides sous un nom différent, le nom écrit étant corrompu par le temps :
- la liste royale d'Abydos, datée du règne de Séthi Ier (XIXe dynastie), dans laquelle le nom de Sépaty est inscrit à la cinquième position[30],
- le canon royal de Turin, daté de la XIXe dynastie, dans lequel le nom de Semty est inscrit à la quinzième position de la troisième colonne[30].

Concernant les listes manéthoniennes, le cinquième roi de la dynastie est nommé Ousaphaïs (Ουσαφαης) (selon  la version d'Eusèbe de Césarée) ou Ousaphaidoss (Ουσαφαιδoς) (selon la version d'Africanus) et aurait régné vingt ans.

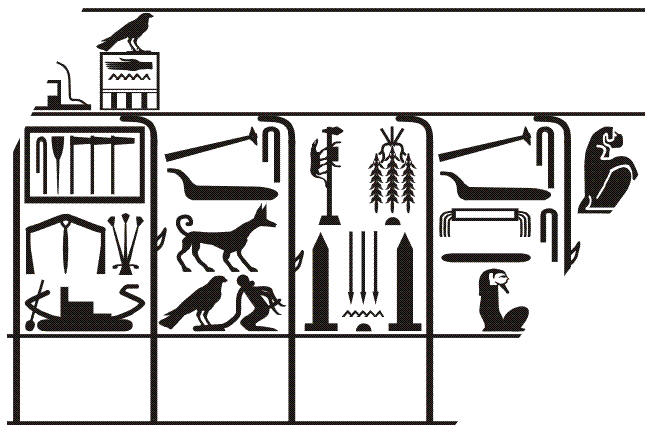
Dessin de la partie du fragment V du Caire où sont inscrites les « casses-années » de Den.
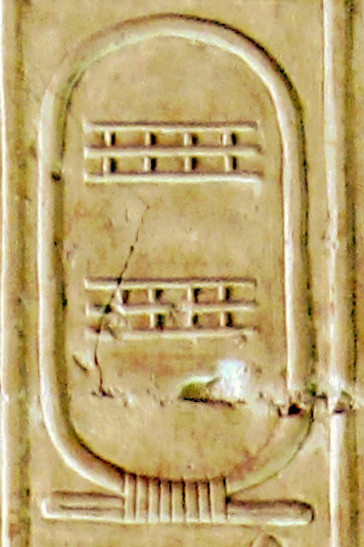
Cartouche de Sépaty dans la liste d'Abydos.

## Lecture des noms du roi
Le nom d'Horus du roi, traditionnellement lu comme Den, fait l'objet de débat. Il a dont été lu Den ou Dewen (D(w)n), qui a été traduit tour à tour par « Celui aux griffes/aux ailes écartées » par Peter Kaplony, « Celui qui massacre / écrase » par G. Godron et « Celui qui tranche les têtes » par E.S. Meltzer. Il a également été lu Den-Hor (d-n-Ḥr) par S. Schott, le dieu Horus symbolisé par le faucon perché sur le serekh du roi faisaint ainsi partie intégrante du nom, et Oudimou (wdj-mw) par K. Sethe. Enfin, Jean-Pierre Pätznick suit l'idée de Schott et intègre Horus dans la signification du nom, soit Ny-Oudy-Horou (n(y) (w)d(y) Ḥrw), se traduisant par « Celui qui appartient à celui qui a été placé (par) Horus ».
L'autre nom du roi, précédé du titre Nesout-bity est Khasty. La signification de ce nom a elle aussi été discutée : s'il signifie « Celui des deux déserts », c'est-à-dire le désert oriental et le désert occidental, il pourrait être en fait le pendant du titre Nesout-bity, c'est-à-dire « le roi de Haute et Basse-Égypte », faisant de Den le souverain du nord, du sud, de l'est et de l'ouest. Cela entre en résonance avec la campagne militaire du roi contre les peuples du désert oriental, montrant la volonté royale de soumettre cette région. Une interprétation alternative traduit ce nom par « l'Étranger » ou « le Sinaïtique », pouvant là aussi faire référence à une campagne dans la région attestée par une étiquette en ivoire, des inscriptions rupestres dans le Ouadi el-Humur venant confirmer la présence égyptienne dans la région,.

## Règne

### Durée du règne
On situe son règne à la fin du IVe millénaire ou au début du IIIe millénaire avant notre ère. Les récents travaux scientifiques réalisés pour obtenir une chronologie absolue de l'Égypte dynastique permettent de lui supposer une date d'accession au trône entre 2945 et 2904, voire entre 2928 et 2911. Si Manéthon lui attribuait un règne de vingt ans, cette durée est considérée comme largement sousestimée : en effet, le roi semble avoir célébré deux fêtes-Sed comme l'atteste un fragment de vase découvert dans l'une des annexes de la tombe du roi. Une fête-Sed est célébrée pour la première fois après trente ans de règne d'un roi, après quoi elle est répétée tous les trois ou quatre ans,. De plus, le nombre de tombes de l'élite, plus d'une trentaine, situées dans la nécropole memphite (Saqqarah-Nord, mais aussi Abou Rawash, Abousir et Helwan) et datées de son règne suggèrent également un long règne. Enfin, les différentes reconstitutions de la pierre de Palerme, annales royales datées de la Ve dynastie, permettent de supposer que le roi a régné pendant une quarantaine d'années,, plus précisément quarante-deux ans pour certains chercheurs, voire une cinquantaine d'années.

### Début du règne
Selon les archives archéologiques, au tout début de son règne, Den a dû partager le trône avec sa mère Merneith pendant plusieurs années,, car il semble qu'il était trop jeune pour gouverner. Par conséquent, Merneith a gouverné en tant que régente pendant un certain temps. Une telle ligne de conduite n'était pas inhabituelle dans l'histoire de l'Égypte ancienne. La reine Neith-Hotep a peut-être assumé un rôle similaire avant Merneith, tandis que, bien plus tardivement, des reines comme Néférousobek au Moyen Empire et Hatchepsout et Taousert au Nouvel Empire ont régné en leur propre nom. La mère de Den a été récompensée par son propre tombeau aux dimensions royales et par son propre culte mortuaire,.

### Activités
Den est réputé pour avoir été un roi ayant régné longtemps pour son époque.
Den est l'un des premiers rois égyptiens attestés par des reliefs rocheux dans la péninsule du Sinaï. En effet, deux ou peut-être même trois reliefs au Ouadi el-Humur montrent le roi et certains de ses fonctionnaires et un dieu, peut-être le dieu Ach,.
La plupart des événements religieux et politiques du règne de Den sont consignés dans les nombreuses étiquettes en ivoire et dans l'inscription sur la pierre de Palerme. Les inscriptions montrent les développements importants dans la typographie et les arts. La surface est divisée artistiquement en sections, chacune d'elles montrant des événements individuels. Par exemple, l'une de ces étiquettes fait état d'une épidémie qui touchait alors l'Égypte. L'inscription montre la figure d'un prêtre avec un vase ou une urne indéfinie à ses pieds. Une inscription voisine commence par Henou... mais il n'est pas clair si cela signifie provision ou si c'est la première syllabe du nom Henouka (un haut fonctionnaire). La deuxième célébration de la fête-Sed (un jubilé du trône) est affirmée par plusieurs inscriptions de vases de pierre de la nécropole de Den.
Une autre étiquette, connue sous le nom d'étiquette MacGregor, montre la première représentation complète d'un roi égyptien avec la coiffure dite de khat, une forme archaïque du némès. L'image montre Den dans un geste connu sous le nom de frapper l'ennemi. D'une main, Den tient une masse, de l'autre, il attrape un ennemi par les cheveux. Grâce aux tresses et à la barbe conique, l'ennemi a été identifié comme étant d'origine asiatique. Les hiéroglyphes sur le côté droit disent première frappe de l'est. Sur le côté gauche est inscrit le nom du haut fonctionnaire Iny-Ka. Selon la pierre de Palerme, Den a envoyé trois expéditions militaires dont deux touchent des peuples orientaux, dans la péninsule du Sinaï et dans le désert oriental. Les nomades pilleurs, connus par les premiers égyptiens sous le nom de Iountiou (peuple avec des arcs de chasse), étaient des ennemis réguliers de l'Égypte, causant souvent des problèmes. Ils sont à nouveau mentionnés dans une inscription rupestre dans la péninsule du Sinaï sous Sémerkhet, l'un des successeurs de Den,,. Ainsi, la 19e année de son règne, il attaque les Sedjet, peuple situé à proximité du Rétjénou. Il mène une expédition militaire en Palestine. L'expédition la mieux documentée touche les Iountiou, en l'an 29 de son règne, afin de prendre le contrôle des mines de cuivre et de turquoise du Sud-Sinaï. Cette opération aurait mené à la prise d'une ville nommée Âa-An, identifiée dans un premier temps avec Qatna, mais qui correspond peut-être mieux au site d'Ayn Fogeya, au Sud-Sinaï. Cette victoire semble étroitement liée à la célébration de la seconde fête-Sed du règne.
Il consolide l’État avec la création d’une administration centralisée. De son règne datent une série de tombes découvertes à Abydos ainsi que de nombreux mastabas découverts sur le plateau de Saqqarah. Ces tombes sont attribuées généralement aux hauts fonctionnaires du royaume, comme le trésorier du roi Hemaka, qui portait également le titre de « Porteur du sceau du roi de Basse-Égypte », et dont la tombe S3035 à Saqqarah a livré également un mobilier funéraire d'une certaine richesse, en particulier un coffret circulaire en bois de 19 cm de diamètre contenant un petit rouleau de papyrus vierge. Ou encore Ânkh-ka, à qui l'on attribue la tombe S3036 de Saqqarah, et qui était peut-être l'un des premiers porteurs du titre de vizir.

## Sépulture

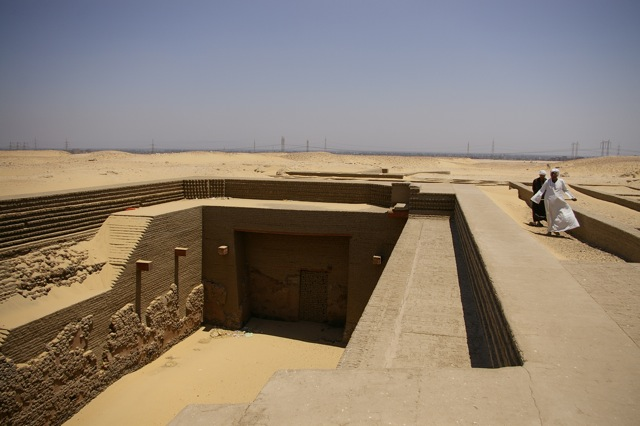
L'entrée reconstruite de la tombe de Den dans la nécropole d'Oumm el-Qa'ab à Abydos.

Sur le site de Saqqarah, le mastaba T121 lui a longtemps été attribué avant d'être identifié comme le tombeau d'un noble de la Ire dynastie. Den a probablement été enterré dans la tombe « T » de la nécropole d'Oumm el-Qa'ab à Abydos, qui est associée aux autres rois de la Ire dynastie. Le tombeau est l'un des plus grands et des plus finement construits de la région, et le premier à comporter des éléments en pierre là où auparavant la brique était utilisée. Cette tombe fut ainsi la première à disposer d'une volée d'escaliers menant aux appartements funéraires et le sol de la tombe était pavé de granit rouge et noir d'Assouan, première utilisation architecturale à grande échelle d'une pierre aussi dure. La pierre remplace aussi le bois dans la herse condamnant l'accès au caveau.
Vingt étiquettes en ivoire et ébène ont été retrouvées dans sa tombe, dix-huit par Flinders Petrie dans les amas de butin laissés par Émile Amélineau. Parmi ces étiquettes figurent les premières représentations connues d'un pharaon portant la double couronne d'Égypte (voir ci-dessus), ainsi que la course rituelle dans le cadre de la fête-Sed. On y trouve également des empreintes de sceaux qui fournissent la liste des rois la plus ancienne confirmée.
La tombe « T » est entourée par 142 tombes subsidiaires et 11 magasins,. Considérés comme les serviteurs du roi, l'examen de certains squelettes suggère qu'ils ont été étranglés, ce qui en fait un exemple de sacrifice humain considéré comme commun pour les enterrements des pharaons de la Ire dynastie. Cette pratique semble avoir cessé à la fin de la dynastie, les ouchebtis prenant la place des corps des gens réels pour aider les pharaons dans le travail attendu d'eux dans l'Au-delà.
Au sein de la « T » fut découvert une stèle portant le nom d'Horus de Den, stèle actuellement conservée aux Musées royaux d'Art et d'Histoire de Bruxelles. Trois fragments de cette stèle ont été retrouvés sur le site. Il existe actuellement un certain désaccord autour de cette œuvre, car elle possède des caractéristiques différentes des stèles thinites retrouvées sur ce site. Cela met en doute la dénomination de stèle donnée à ces fragments de pierres. Malheureusement, le peu d'information existant sur les sépultures thinites rend l'identification de la nature de ces pièces très difficile.